# ミゼリコルド (武器)

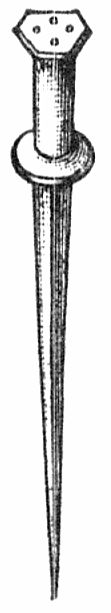
ミゼリコルド

ミゼリコルド（フランス語: Miséricorde、「慈悲」の意）中世盛期のヨーロッパで用いられた細身の長剣。重傷を負った騎士を苦しみから救う情けの一撃（ラテン語のmisericordia　「慈悲の行為」が武器の語源）(from French word miséricorde, "mercy") を与えるために使われた。プレートアーマーの隙間を突けるように、刃は薄く作られている。
この頃の白兵戦では致命傷を負っても即死には至らないことが多く、それに苦しんでいる騎士を殺して「楽にしてやる」ために使われた。なお本来の格闘戦で鎧の隙をついて敵を殺すためにもつかわれた。ミゼリコルドの薄い刃は、ヘルムのひさしや目の隙間から脳を突き通したり、プレートアーマーの薄いところや弱点（脇の下など）を突いて心臓を刺したりすることができた。12世紀からドイツ、ペルシア、イングランドで使われており、遅くとも14世紀以降はポーランドの騎士や王侯貴族も使うようになった。